# Chiesa cattolica in Dominica
La Chiesa cattolica in Dominica è parte della Chiesa Cattolica universale, sotto la guida spirituale del Papa e della Santa Sede.

## Organizzazione territoriale
Tutto il territorio del paese è compreso nella diocesi di Roseau suffraganea dell'arcidiocesi di Castries in Saint Lucia.
La Chiesa cattolica fa parte della Conferenza Episcopale delle Antille.

## Nunziatura apostolica
La nunziatura apostolica è stata istituita il 1º settembre 1981, separandola dalla delegazione apostolica nelle Antille. Il nunzio risiede a Port of Spain, in Trinidad e Tobago.

### Nunzi apostolici
- Paul Fouad Tabet † (11 dicembre 1981 - 11 febbraio 1984 nominato pro-nunzio apostolico in Belize)
- Manuel Monteiro de Castro (16 febbraio 1985 - 21 agosto 1990 nominato nunzio apostolico in Honduras e in El Salvador)
- Eugenio Sbarbaro (7 febbraio 1991 - 26 aprile 2000 nominato nunzio apostolico in Serbia e Montenegro)
- Emil Paul Tscherrig (8 luglio 2000 - 22 maggio 2004 nominato nunzio apostolico in Corea)
- Thomas Edward Gullickson (2 ottobre 2004 - 21 maggio 2011 nominato nunzio apostolico in Ucraina)
- Nicola Girasoli (29 ottobre 2011 - 16 giugno 2017 nominato nunzio apostolico in Perù)
- Fortunatus Nwachukwu (4 novembre 2017 - 17 dicembre 2021 nominato osservatore permanente della Santa Sede presso l'Ufficio delle Nazioni Unite ed Istituzioni specializzate a Ginevra e l'Organizzazione mondiale del commercio e rappresentante della Santa Sede presso l'Organizzazione internazionale per le migrazioni)
- Santiago De Wit Guzmán, dal 12 novembre 2022